# San Jose de Buevavista
San Jose é um município de  primeira classe de renda municipal (d) na província Antique, nas Filipinas. De acordo com o censo de 1 de maio  de  2020 possui uma população de 65 140 pessoas e 14 750 domicílios.